# Burt Lancaster
Burton Stephen Lancaster (New York, 2 november 1913 – Los Angeles, 20 oktober 1994) was een Oscar-winnend Amerikaans acteur.

## Privé
Burt Lancaster werd geboren als de zoon van postbode James Henry Lancaster en Elizabeth Roberts. Al op jonge leeftijd was hij erg sportief en zo kwam hij dan ook in het circus terecht als acrobaat. Hij trouwde in 1935 met June Ernst, van wie hij in 1946 scheidde. Van 1946 tot 1969 was hij met Norma Anderson getrouwd en van 1991 tot aan zijn dood met Susan Martin. Lancaster had de reputatie een rokkenjager te zijn. Hij had affaires met onder anderen Shelley Winters en Deborah Kerr. Hij was bevriend met collega Kirk Douglas, met wie hij in zeven films speelde. Lancaster stond bekend om zijn liberale opvattingen. Zo keerde hij zich openlijk tegen de heksenjacht op communisten in de jaren 50, steunde hij John F. Kennedy en Martin Luther King en was hij in de jaren 80 actief in de strijd tegen aids.

## Carrière
Lancaster begon zijn carrière als acrobaat in een circus; deze baan moest hij echter opgeven, nadat hij een blessure had opgelopen. Tijdens de Tweede Wereldoorlog was hij actief binnen het Amerikaanse leger. Na de oorlog vertrok hij naar Broadway. Het stuk waarin hij indertijd speelde had geen succes, maar hij werd zelf wel ontdekt. In 1946 maakte hij zijn filmdebuut in het roemruchte The Killers met als tegenspeelster Ava Gardner. In 1953 kreeg hij zijn eerste Oscar-nominatie voor zijn rol in From Here to Eternity. De liefdesscène op het strand die hij met Deborah Kerr speelde, wordt beschouwd als een van de meest romantische momenten uit de filmgeschiedenis. In 1960 won hij een Academy Award voor zijn rol in Elmer Gantry. In 1962 werd hij opnieuw genomineerd voor zijn rol in Birdman of Alcatraz. Hierna zocht hij meer uitdagende rollen. Hij vond deze in films van Europese regisseurs als Luchino Visconti (Il Gattopardo) en Bernardo Bertolucci (1900). In 1981 ontving Lancaster een laatste Oscar-nominatie voor zijn rol in de door Louis Malle geregisseerde film Atlantic City. Zijn laatste rol speelde hij in 1991 in de televisiefilm Separate But Equal.
Volgens biografe Kate Buford was Lancaster in een concurrentiestrijd verwikkeld met Marlon Brando, die net als hij een aanhanger was van het method acting. Beiden waren grote sterren in Hollywood, maar de films waarin Brando speelde waren artistieker en gewaagder. Dit was volgens Buford een van de redenen waarom Lancaster in Europese films ging spelen. Lancaster wordt ook weleens vergeleken met Dirk Bogarde, die net als hij op het hoogtepunt van zijn roem in Hollywood naar Europa vertrok om films te maken.

## Overlijden
Vanaf de jaren 80 kampte Lancaster met gezondheidsproblemen, mede veroorzaakt doordat hij een groot deel van zijn leven rookte. Na een aantal beroertes overleed Lancaster op 21 oktober 1994 in Century City aan een hartaanval, bijna 81 jaar oud. Hij werd gecremeerd en op zijn verzoek werd er geen herdenkings- of begrafenisdienst gehouden.

## Filmografie (selectie)
- 1991: Separate But Equal
- 1990: The Phantom of the Opera
- 1989: Field of Dreams
- 1986: Tough Guys
- 1983: The Osterman Weekend
- 1983: Local Hero
- 1981: La pelle
- 1979: Zulu Dawn
- 1978: Go Tell the Spartans
- 1977: The Island of Dr. Moreau
- 1977: Twilight's Last Gleaming
- 1976: The Cassandra Crossing
- 1976: 1900
- 1976: Buffalo Bill and the Indians, or Sitting Bull's History Lesson
- 1974: Conversation Piece
- 1973: Executive Action
- 1972: Ulzana's Raid
- 1971: Valdez is Coming
- 1971: Lawman
- 1970: Airport
- 1969: The Gypsy Moths
- 1968: The Swimmer
- 1968: The Scalphunters
- 1966: The Professionals
- 1965: The Hallelujah Trail
- 1964: The Train
- 1964: Seven Days in May
- 1963: The Leopard
- 1962: Birdman of Alcatraz
- 1961: Judgment at Nuremberg
- 1960: Elmer Gantry
- 1960: The Unforgiven
- 1959: The Devil's Disciple
- 1958: Separate Tables
- 1958: Run Silent Run Deep
- 1957: Sweet Smell of Success
- 1957: Gunfight at the O.K. Corral
- 1956: Trapeze
- 1956: The Rainmaker
- 1955: The Rose Tattoo
- 1954: Vera Cruz
- 1954: Apache
- 1954: His Majesty O'Keefe
- 1953: From Here to Eternity
- 1952: Come Back, Little Sheba
- 1952: The Crimson Pirate
- 1950: Vengeance Valley
- 1950: Mister 880
- 1950: The Flame and the Arrow
- 1949: Rope of Sand
- 1948: Kiss the Blood Off My Hands
- 1948: Sorry, Wrong Number
- 1948: All My Sons
- 1948: I Walk Alone
- 1947: Desert Fury
- 1947: Brute Force
- 1946: The Killers